# Abakanská step
Abakanská step je severozápadní výběžek Minusinské kotliny v Chakasii v Ruské Federace. Rozprostírá se na levém břehu řek Abakan a Jenisej pod východními svahy Abakanského hřbetu.
Abakanská step má rovinatý, místy mírně zvlněný reliéf, vysoký převážně 200–500 m n. m. Ve stepi se nachází velké množství jezer a úrodná černozem. Podnebí ve stepi je výrazně kontinentální, suché. Průměrná červencová teplota kolísá okolo 21 °C a lednová okolo −18 °C. V Abakanské stepi roste stepní rostlinstvo.
Centrem stepi je město Abakan na okraji Krasnojarské vodní nádrže. Do Abakanské stepi zasahuje Minusinská uhelná pánev.